# Gajah Sakti (Bandar Pulau)
Gajah Sakti is een bestuurslaag in het regentschap Asahan van de provincie Noord-Sumatra, Indonesië. Gajah Sakti telt 1724 inwoners (volkstelling 2010).